# Webcam Girl
Webcam Girl is een nummer van de Haagse rockband DI-RECT uit 2005. Het is de derde single van hun derde studioalbum All Systems Go!.
De vele blazers en het opzwepende tempo geven "Webcam Girl" een vrolijk geluid. Het nummer gaat over een jongen die zijn grote liefde leert kennen via het internet. Hij weet echter niet zo goed hoe hij zijn ouders van haar moet vertellen, aangezien zij elkaar niet via de meest degelijke website hebben leren kennen.
Het nummer haalde de 10e positie in de Nederlandse Top 40.